# Браславские озёра (национальный парк)
Национальный парк «Брасла́вские озёра» (бел. Браслаўскія азёры)— национальный парк на северо-западе Беларуси.
Национальный парк служит защитой уникальных природных комплексов от хозяйственной деятельности человека, сохранению их для будущих поколений. Он был создан в августе 1995 года. Ядром стала Браславская группа озёр. В состав парка вошла южная часть Браславского района со значительными болотными и лесными массивами. Общая площадь национального парка составляет 71500 га. С севера на юг он тянется на 56 км, при ширине от 7 до 29 км. Около 17 % его территории занимают озёра, леса занимают 46 % поверхности.

## Национальный парк
В границах национального парка находится ряд интересных памятников природы. Это отдельные ярко выраженные ледниковые формы рельефа, большие валуны, острова на озёрах, группы редких деревьев. Есть многочисленные памятники истории и культуры: городища разных эпох (Масковичи др.), курганные могильники, культовые постройки.
Ботаники насчитали на территории парка около 500 видов флоры, 20 видов из них являются редкими для Белоруссии.
В национальном парке «Браславские озёра» ведётся научная деятельность, а также работа по охране природы. Центр Национального парка — город Браслав, где расположено руководство и научная база. Трудовой коллектив национального парка насчитывает почти 600 человек.
Национальный парк имеет богатый и многочисленный состав животного мира: здесь встречается 189 видов птиц, из них 45 видов относится к редким и исчезающим.
Среди животных, занесённых в Красную книгу Республики Беларусь, выделяются: барсук (Meles meles), рысь (Lynx lynx), медведь бурый (Ursus arctos), аист чёрный (Ciconia nigra), журавль серый (Grus grus), лебедь-шипун (Cygnus olor), чайка сизая (Larus canus), чернозобик (Calidris alpina).
Другие обитатели браславских лесов: волк (Canis lupus), кабан (Sus scrofa), косуля (Capreolus capreolus), обыкновенная лисица (Vulpes vulpes), лось (Alces alces), енотовидная собака (Nyctereutes procyonoides), куница (Martes foina) и т. д.
В северной части национального парка «Браславские озёра» расположен хутор Василькишки.

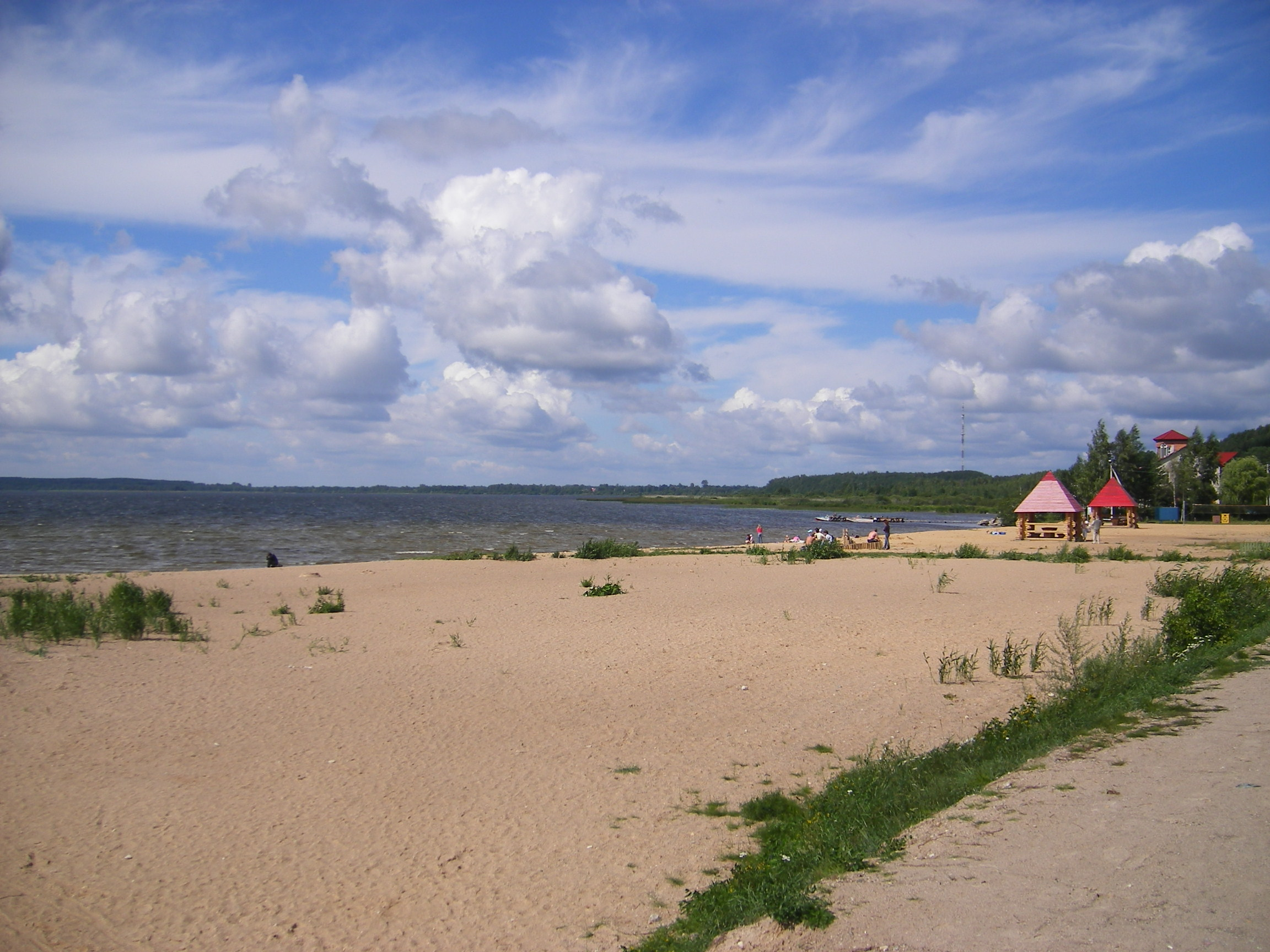
Дривяты
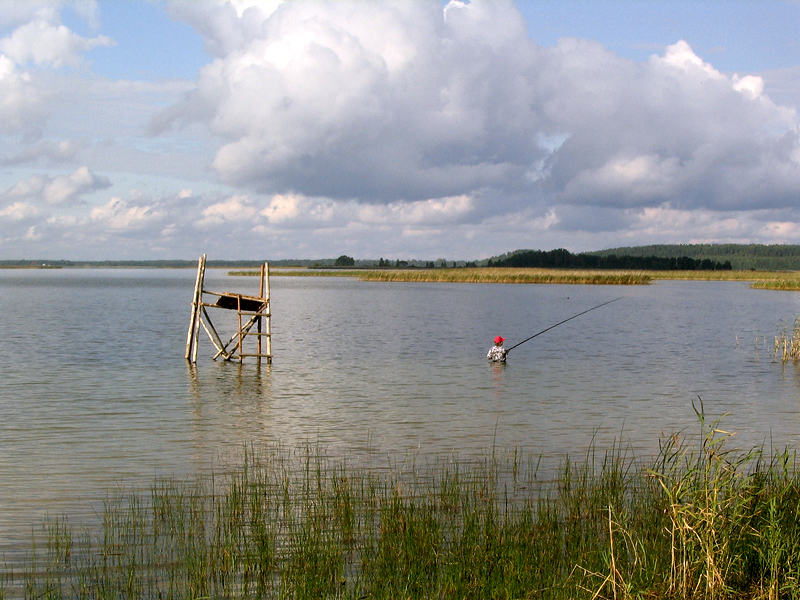
Снуды
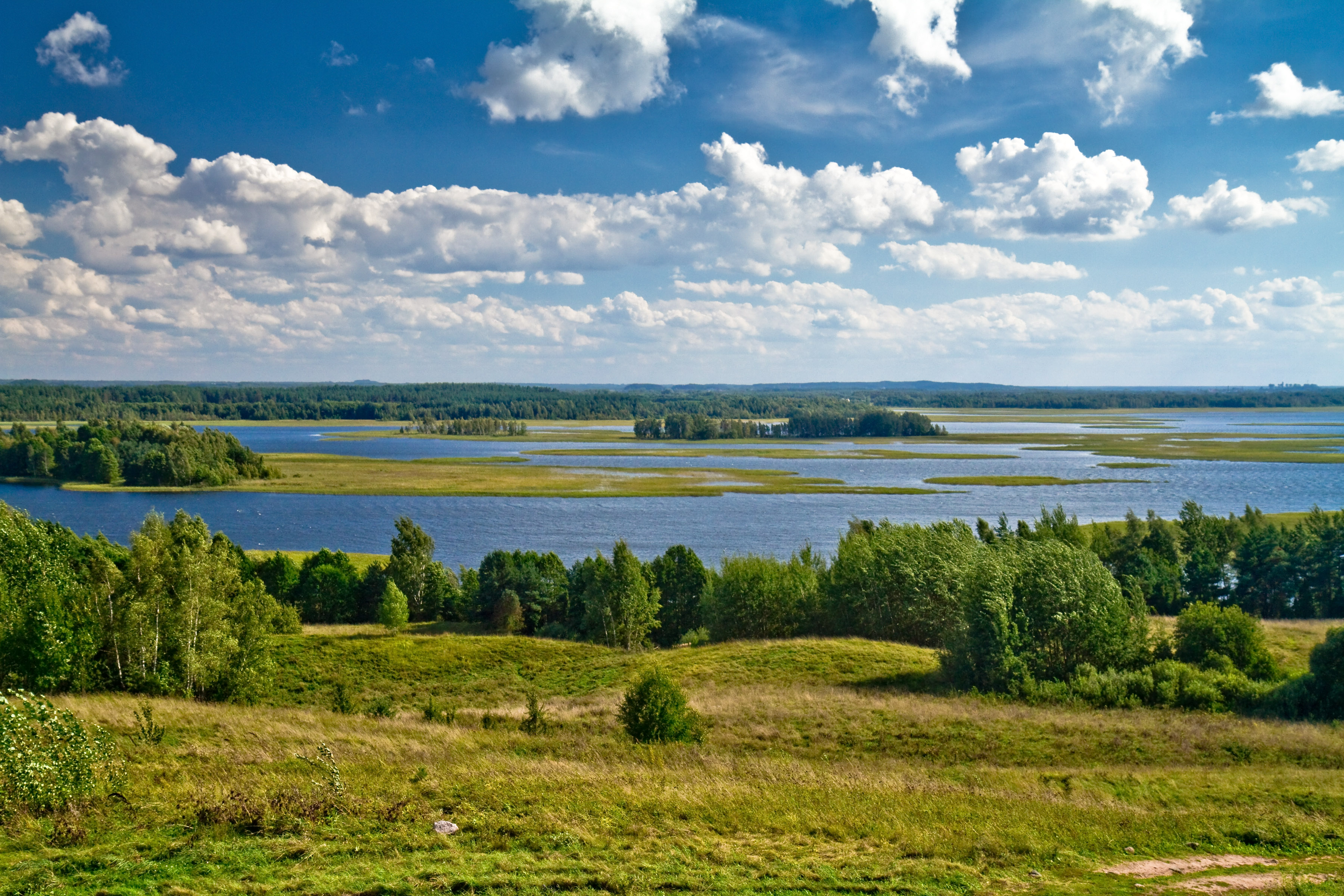
Струсто
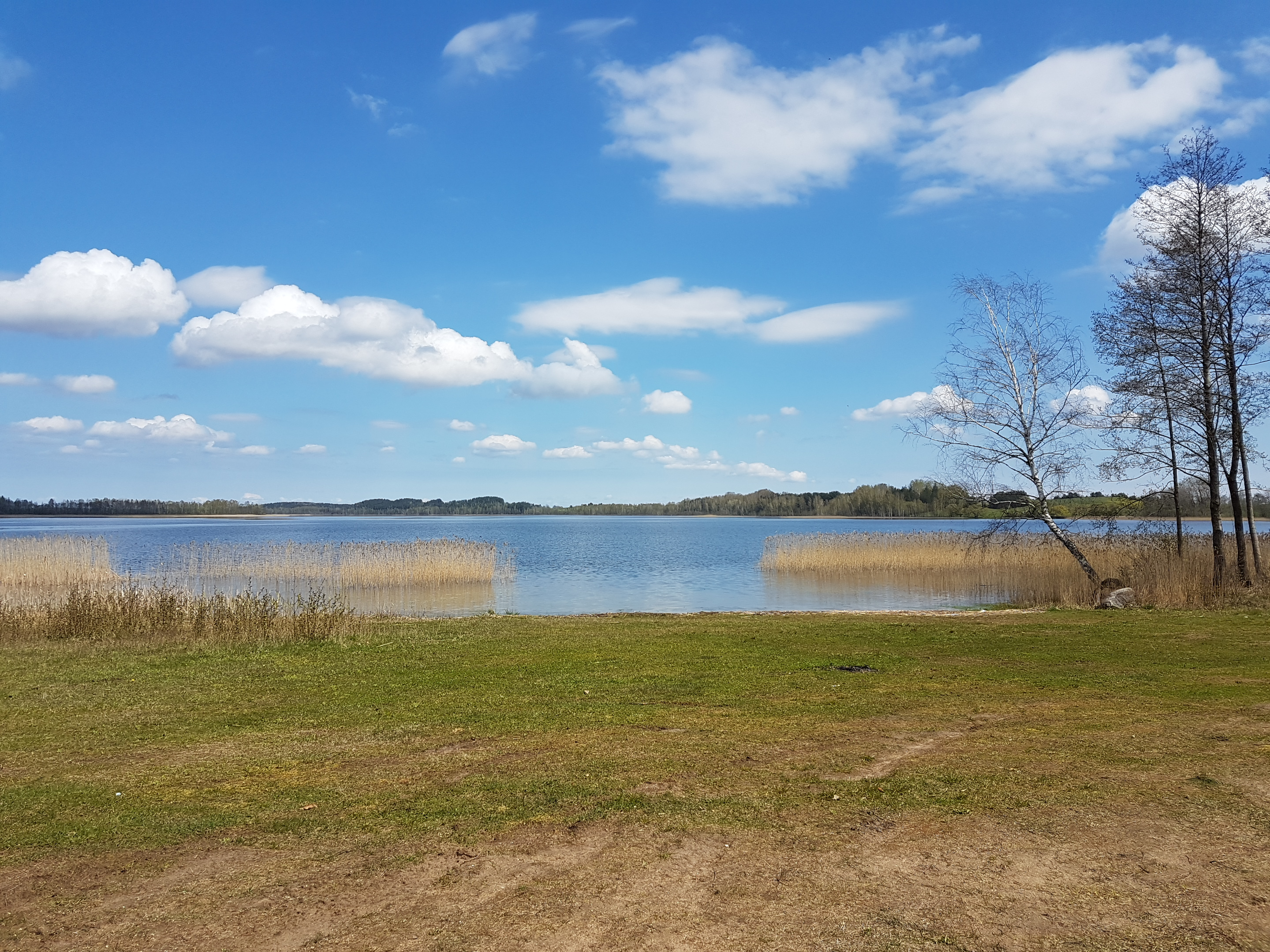
Войсо
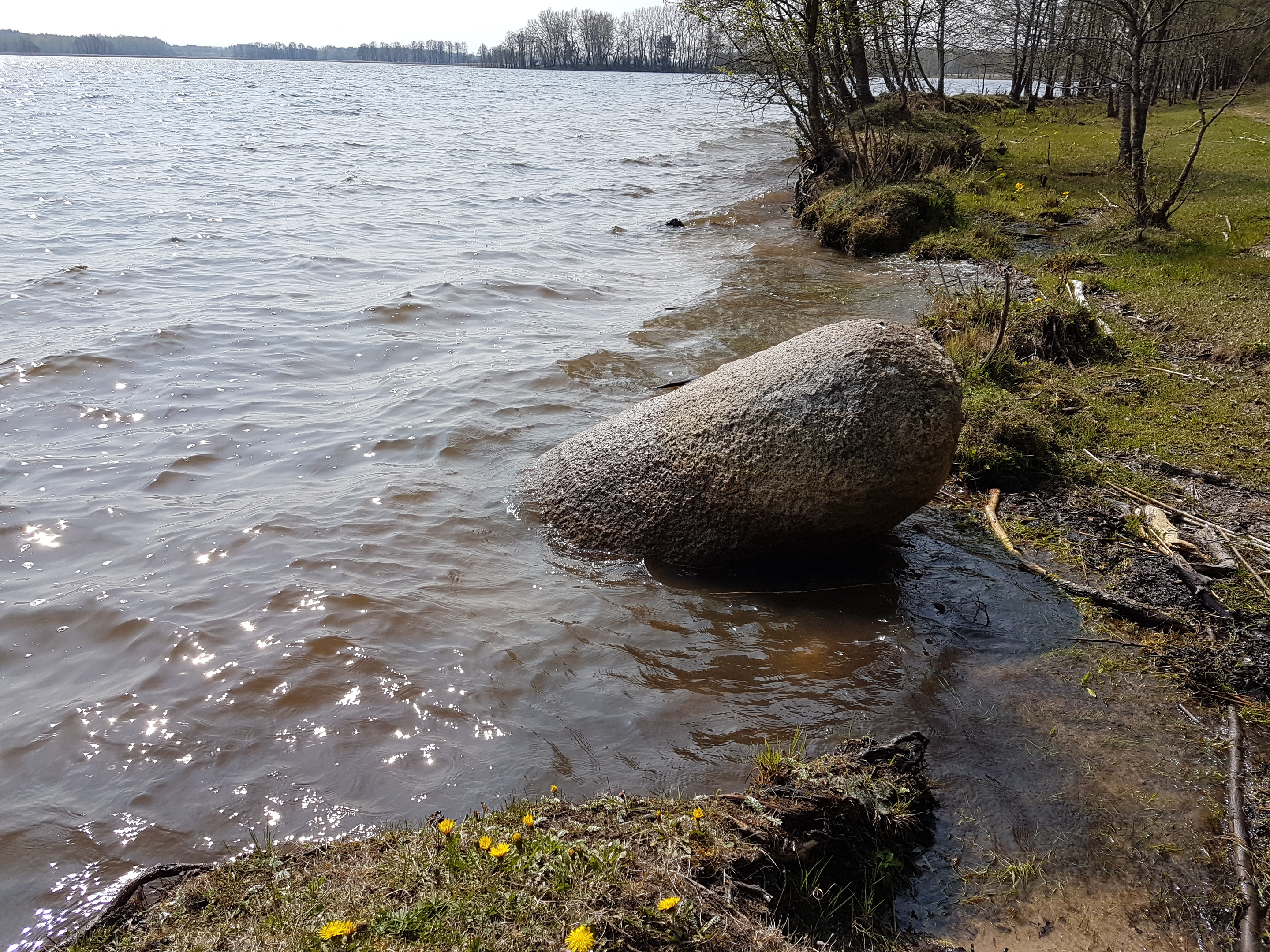
Несьпиш
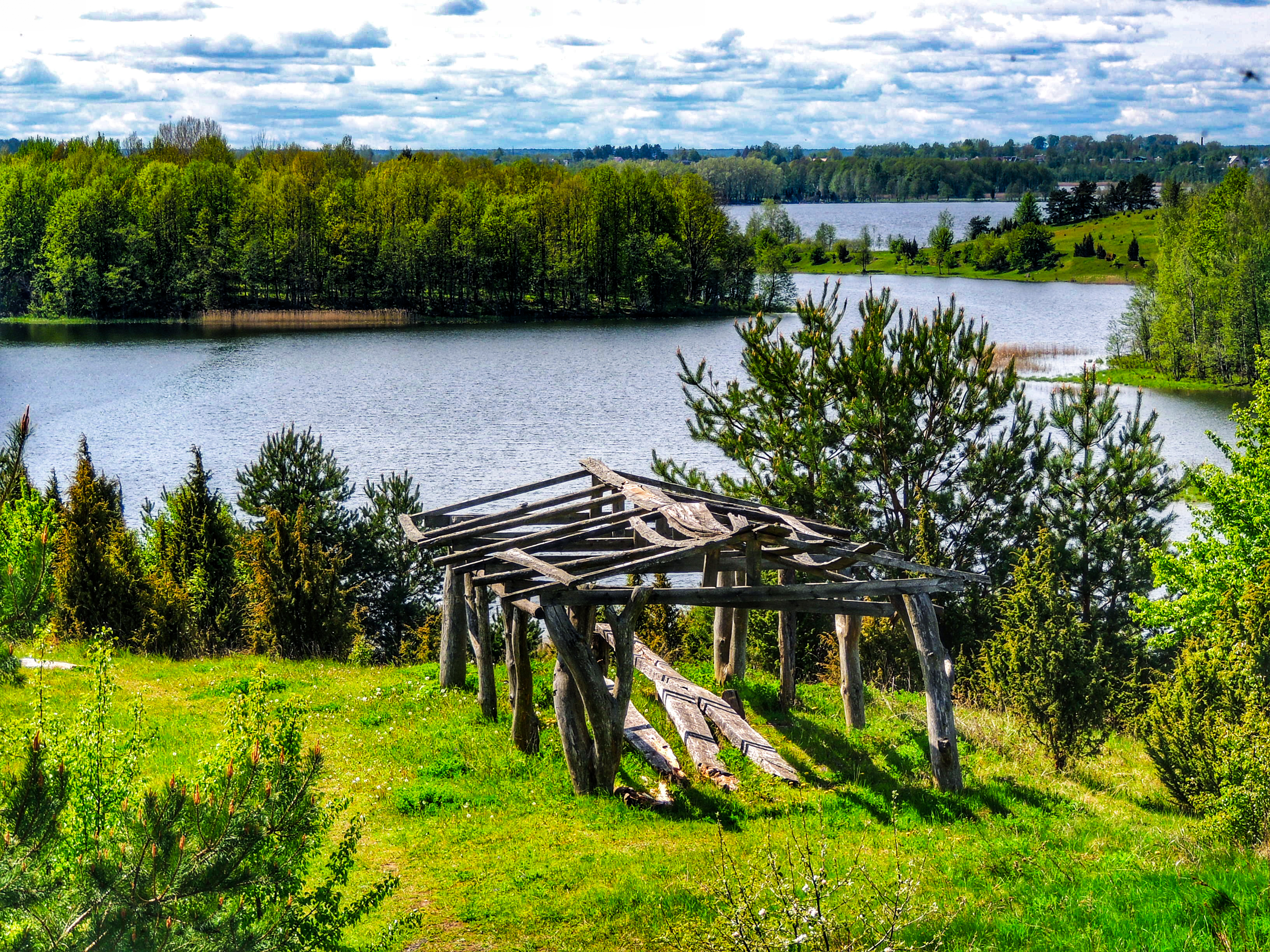
Вид с горы Масковичи на озёра Национального парка «Браславские озёра»

## Монета «Национальные парки и заповедники Беларуси»
Монеты серии номиналом 20 рублей массой 33,63 г и диаметром 38,61 мм отчеканены из серебра 925 пробы в качестве proof на Польском монетном дворе.
Аверс: герб и название государства, номинал и год выпуска, проба металла (у монеты «Беловежская пуща» не указана), орнамент. Реверс: изображение животного, его название и название ООПТ на белорусском языке. Гурт рубчатый. Дизайн: С. Заскевич. Тираж монеты — 2000 штук.
| 2003 |  | Нац. парк «Браславские озёра». Серебристая чайка бел. НАЦЫЯНАЛЬНЫ ПАРК "БРАСЛАЎСКІЯ АЗЕРЫ". ЧАЙКА-КЛЫГУН |